# Jerzy Chociłowski
Jerzy Chociłowski (ur. 1933) – polski reporter, tłumacz, ostatni redaktor naczelny miesięcznika „Kontynenty”. Współpracował z „Rzeczpospolitą”, „Polityką”, portalem Histmag.

## Życiorys
Absolwent prawa na Uniwersytecie Warszawskim. Specjalizował się w Azji, pisał reportaże i literaturę podróżniczą. Od 1987 zajmuje się też tłumaczeniami. W ostatnich latach wydaje własną twórczość: książkę o niezwykłych postaciach II RP, zbiór limeryków, zbiór opowiadań Zdrada w Czarciborze (2013).
Mąż aktorki Joanny Jędryki.

## Twórczość
- Tam, gdzie wojna (1968)
- Bali – kwiat z ogrodu snów (1976)
- Indyjska szarada (1977)
- Wietnam bez 17 równoleżnika (1978)
- Siedem spotkań z Azją (1978)
- Życie w cieniu katastrofy: Bangladesz (1983)
- Okruchy Azji (1986)
- Talia niezwykłych postaci II RP: sławne, niezwykłe, popularne (2013)
- Bronisława Piłsudskiego pojedynek z losem (2018)
- Podwieczorki u Lucyfera. Szczere do bólu rozmowy Stalina z Hitlerem (2017)
- Najpierw Polska. Rzecz o Józefie Becku (2019)

Tłumaczenia
- Miao Sing Wyznania chińskiej kurtyzany (tłumacz z j. angielskiego, 1987)
- Ken Follett Papierowe pieniądze (tłumacz, 1990)
- Kenneth Harris Margaret Thatcher (tłumacz, 1992)
- Kwiaty śliwy w złotym wazonie (jeden z tłumaczy z j. chińskiego, 1994)